# 讃岐味噌
讃岐味噌（さぬきみそ）は、香川県（旧・讃岐国）で作られる味噌。関西白味噌、府中味噌とともに、白甘味噌の代表的な存在とされる。

## 特徴
食塩含有量は約5%、麹歩合は25分（25%）を基本とし、白甘味噌に分類される。甘味が強くふっくらとした味わいがあると評される。なお香川県内でも、ハダカムギの栽培が盛んな西讃では麦味噌も生産されている。

## 歴史
讃岐味噌の生産は第二次世界大戦後に始まった。大戦中の統制が解除されて香川県内全ての味噌製造業者の参加する組合が1950年に設立されると、舟運の便が良く人口の多い関西市場で甘口の白味噌の需要が強いことを考慮し、讃岐米を活かした高価格帯の白味噌生産を目指す取り組みが始まった。組合を通じて原料の共同購入および技術開発を行って仕込の規格を統一するとともに、四国外への出荷については組合ブランドのみにレーベルが統一された。
また1958年に始まった全国味噌鑑評会には第1回から連続参加し、甘味噌部門において最高品位を獲得するなど高い評価を得た。なお、当初は香川県産の米と大豆を原料としていたが、作付け状況の変化などを受けて1980年代半ばからアメリカ産の米やカナダ産の大豆を使用するようになっていった。1971年の時点で年間6,300トンだった香川県の味噌生産量は2009年には同926トンとなっており、後者は都道府県別で34位に相当する。2023年1月31日に地理的表示（GI）保護制度に基づく保護対象に登録された。